# Abbazia di Valvisciolo

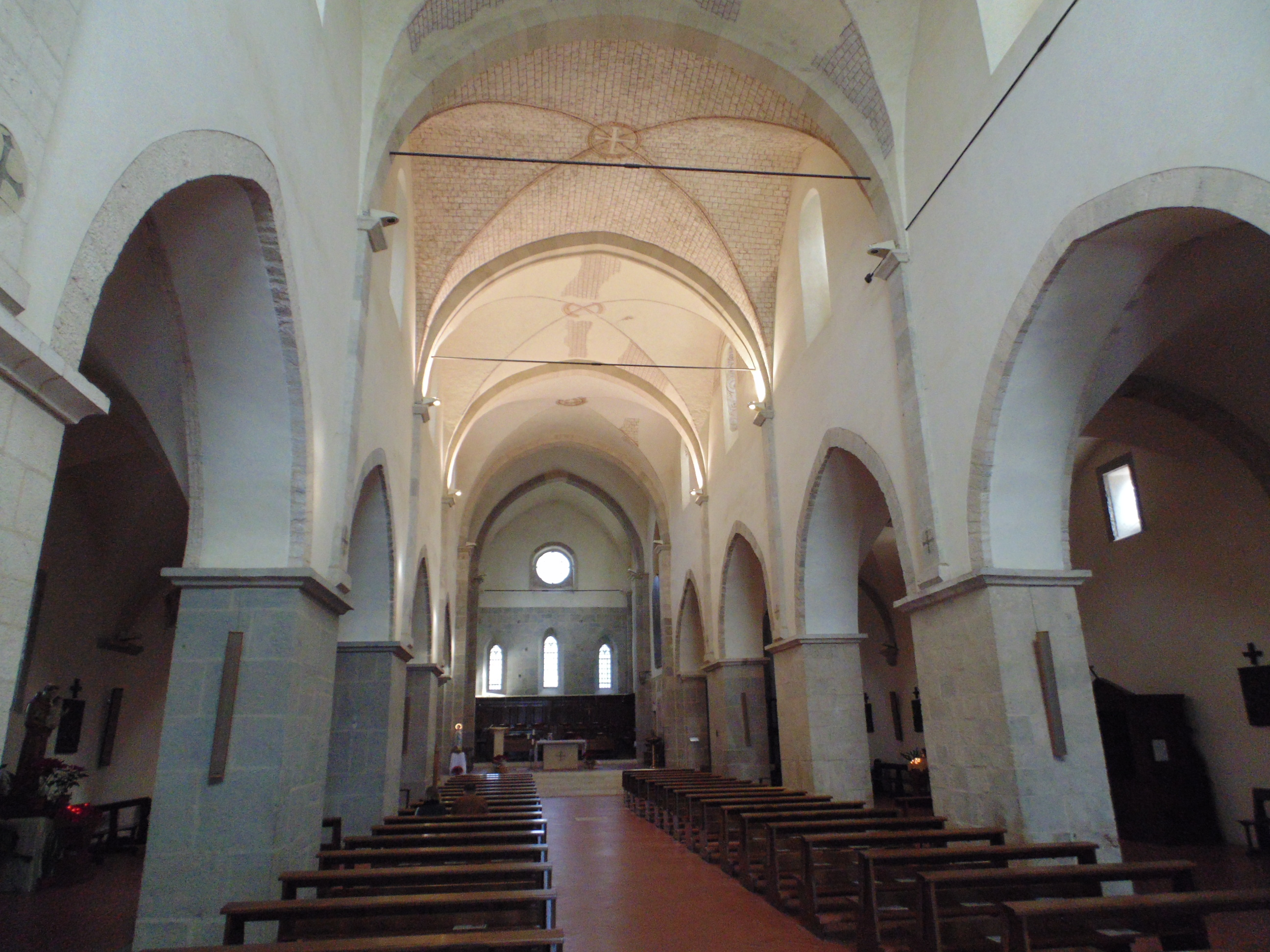
Interno della chiesa

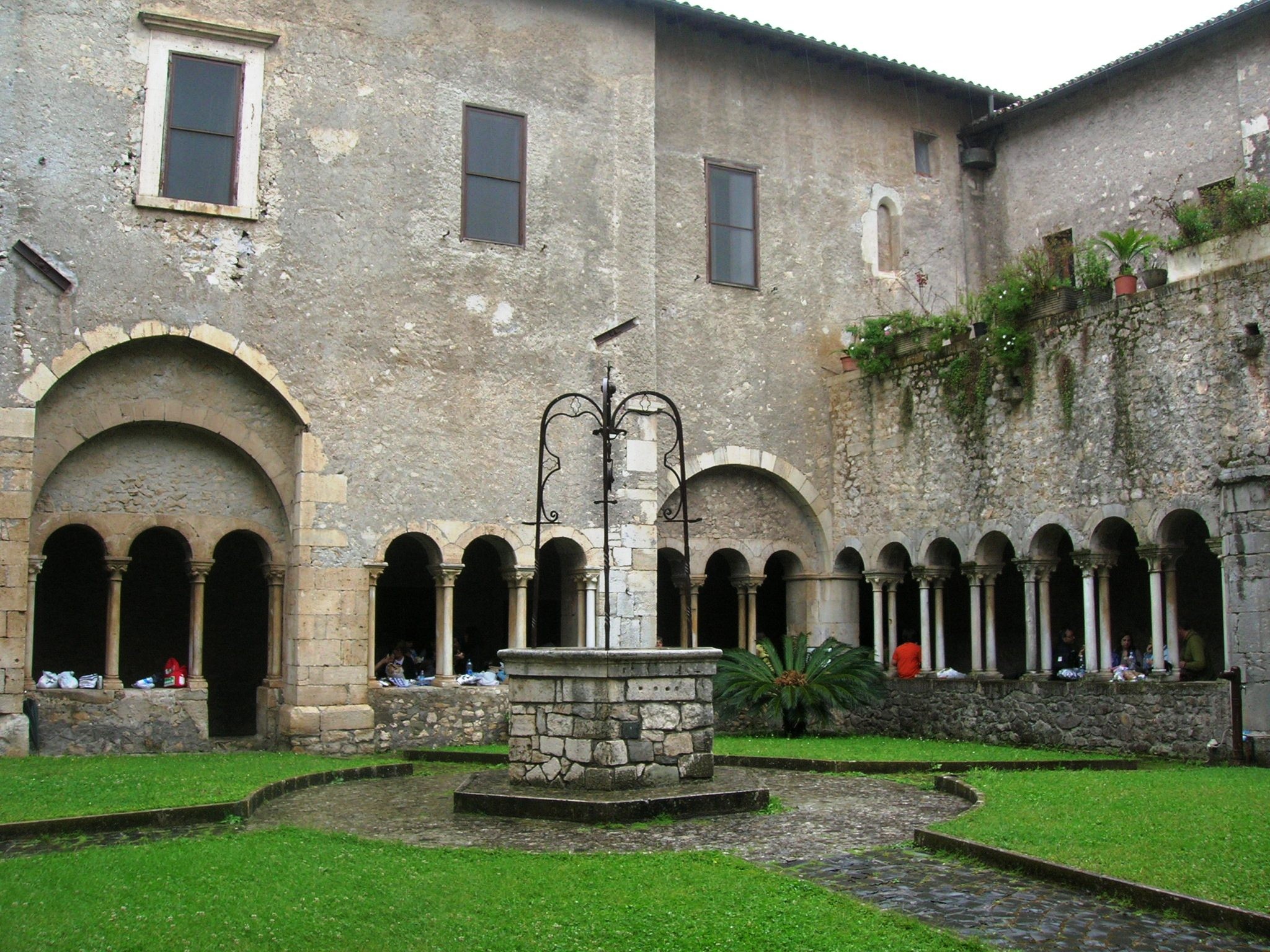
Il chiostro

L'abbazia di Valvisciolo si trova in provincia di Latina, fra Sermoneta, l'oasi di Ninfa e Latina Scalo.
L'abbazia è ubicata a 116 m s.l.m. su un contrafforte che si affaccia su una piccola valle, per tradizione medievale, detta "dell'usignolo". Il nome del complesso monastico sembrerebbe derivare dalla suddetta valle.

## Storia
Edificata in rigoroso stile romanico-gotico-cistercense è uno dei massimi capolavori del genere della provincia dopo l'abbazia di Fossanova. La tradizione vuole che questa abbazia sia stata fondata nel VIII secolo da monaci greci e sia stata occupata e restaurata dai templari nel XIII secolo. Quando nel XIV secolo questo ordine venne disciolto subentrarono i cistercensi.
A questa abbazia è legata una leggenda medioevale, dove si narra che nel 1314, quando venne posto al rogo l'ultimo gran maestro templare, Jacques de Molay gli architravi delle chiese si spezzarono. Ancora oggi, osservando attentamente l'architrave del portale principale dell'abbazia, si riesce a intravedere una crepa. Gli indizi della presenza templare sono costituiti da alcune caratteristiche croci: nel primo gradone del pavimento della chiesa, nel soffitto del chiostro e quella più famosa di tutte scolpita nella parte sinistra dell'occhio centrale del rosone, venuta alla luce nei restauri di inizio secolo. In tempi recenti, sul lato occidentale del chiostro, abbattendo un muro posticcio, sono venute alla luce, graffite sull'intonaco originale, le cinque famose parole del magico palindromo: SATOR AREPO TENET OPERA ROTAS, con la variante, sinora un unicum, che le venticinque lettere sono disposte in cinque anelli circolari concentrici, ognuno dei quali diviso in cinque settori, in modo da formare una figura simile ad un bersaglio.
Nel 1411 l'abbazia fu ceduta in commenda a Paolo Caetani. Nel 1523 fu declassata da papa Clemente VII a priorato semplice. Nel 1529 fu ridotta a priorato secolare. Tra il 1600 e il 1605 fu abitata dai cistercensi della congregazione dei foglianti fino al 1619. Tra il 1619 e il 1635 l'abbazia fu abitata dai minimi di San Francesco di Paola. Tornarono nuovamente i foglianti che l'abitarono fino alla soppressione degli ordini religiosi voluta da Napoleone Bonaparte. Papa Pio IX fece due importanti visite all'abbazia nel 1863 e nel 1865. Fu per volere di Pio IX che l'abbazia divenne priorato conventuale dipendente dalla congregazione di Casamari. Il 5 luglio 1888 il priore d. Bartolomeo M. Daini riscattò il complesso monastico messo all'asta dal comune di Sermoneta con la somma di 10.150 £. Ora l'abbazia continua ad essere abitata dai monaci cistercensi della congregazione di Casamari. Nel marzo 2014 è festeggiato a Sermoneta e a Valvisciolo il 150º anniversario del ritorno dei monaci voluto da papa Pio IX.

## Architettura
L'interno della chiesa, a tre navate suddivise da pilastri e colonne, presenta pareti spoglie di affreschi secondo i canoni del "memento mori" dei cistercensi che evitavano gli sfarzi architettonici perché non contava per loro la materialità ma, invece, la spiritualità.
Sul fondo della navata sinistra si trova la cappella di San Lorenzo. Affrescata nel 1586-89 dal pittore Niccolò Circignani detto il Pomarancio su commissione del cardinale Enrico Caetani e del duca Onorato IV. Questo ciclo di affreschi fu realizzato in occasione della visita di papa Sisto V nel ducato Caetani. All'interno della cappella vi sono molti cenni autocelebrativi riferiti al titolo ducale che nel 1586 fu concesso proprio a Onorato IV. Infatti vi sono presenti moltissime corone ducali sorrette da puttini. Interessantissimo l'autoritratto del Pomarancio che la studiosa Sonia Testa ha scoperto fra la decorazione a grottesche della volta, in prossimità delle due vele con l'episodio in cui San Lorenzo opera la conversione di Lucilio, e quella con l'episodio in cui San Lorenzo battezza in carcere San Romano. 
Sopra il portone d'ingresso si può notare un rosone. Il chiostro sito alla destra dell'abbazia guardando la facciata ha un giardino vivacemente colorato.